# 梭孢附丝壳
梭孢附丝壳（学名：Appendiculella kiraiensis）是属于小煤炱目小煤炱科附丝壳属的一种真菌，寄生在樟科植物上。该种分布于中国、澳大利亚。